# Professor Moriarty

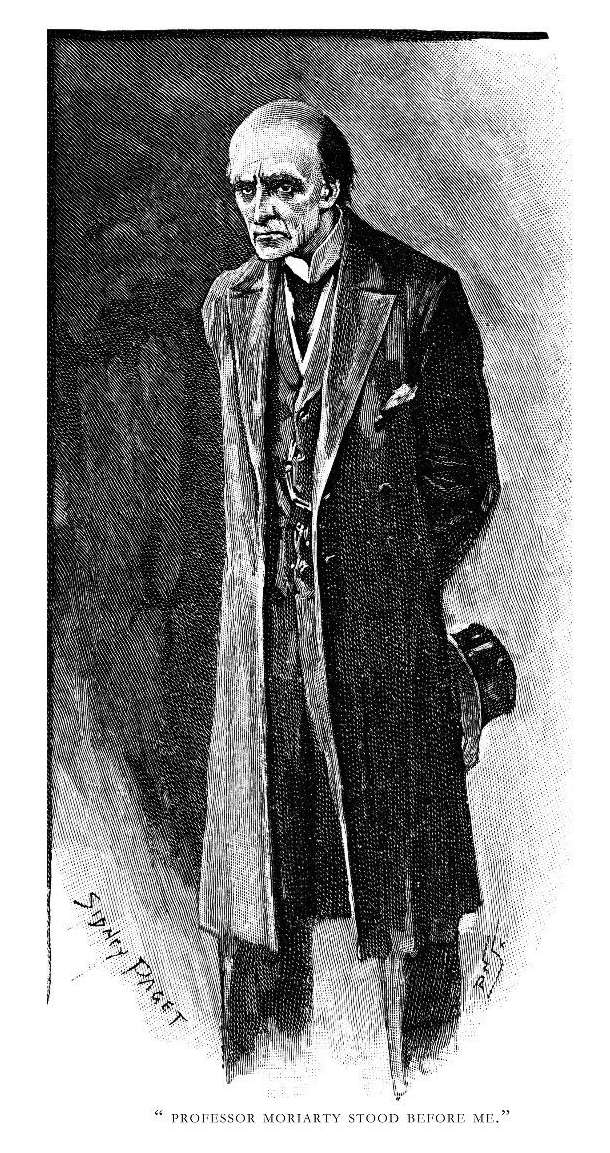
Professor Moriarty. Illustration av Sidney Paget

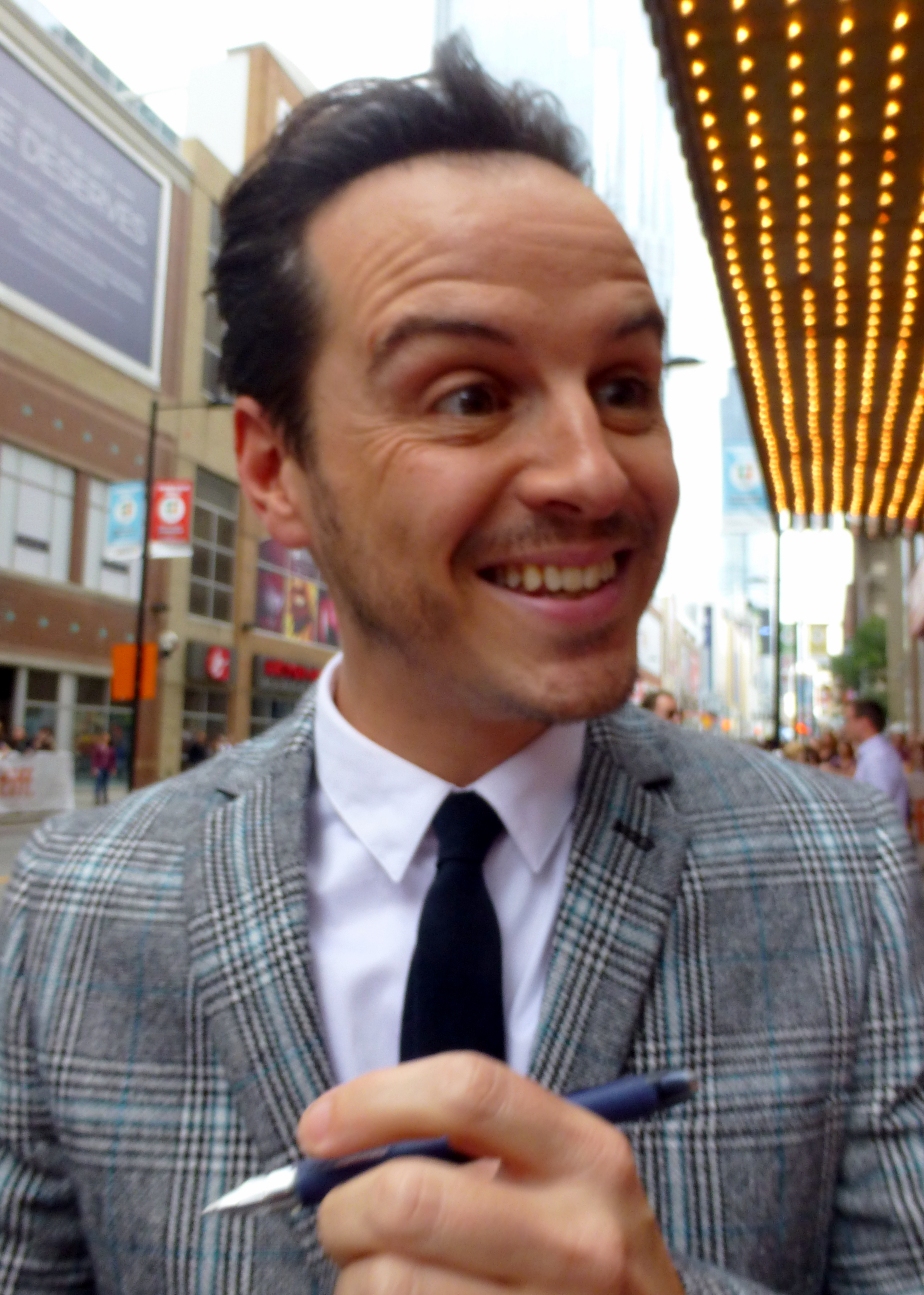
Andrew Scott spelar Moriarty i TV-serien Sherlock.

Professor James Moriarty är Sherlock Holmes ärkefiende, och beskrivs av denne som "Brottets Napoleon", ett epitet som hans skapare Arthur Conan Doyle kan ha lånat från verklighetens Adam Worth. Han anses av vissa vara den förste superskurken. Utåt visar han upp en respektabel fasad som framstående matematiker; Sherlock Holmes nämner vid ett tillfälle att Moriarty skrivit en briljant avhandling om binomialsatsen  som vann honom en tjänst som professor vid ett mindre universitet. Bland hans övriga skrifter kan nämnas Asteroidens dynamik. Han har också Sebastian Moran som sin medhjälpande stabschef.

## Moriarty i Arthur Conan Doyles verk
Även om Moriartys namn är närvarande i tevebolaget Granadas version av novellen The Red Headed League, De rödhårigas förening, så blir Moriartys första tydliga framträdande som Sherlock Holmes antagonist i Det sista problemet, den sista novellen i The Memoirs of Sherlock Holmes. Där har Sherlock samlat ihop tillräckligt med bevis för att fälla Moriarty och försöker därför hålla sig undan hans hejdukar genom att fly till den europeiska kontinenten. Till slut hinner dock Moriarty upp honom och de tycks båda möta sitt öde vid Reichenbachfallen vid byn Meiringen i Schweiz.
Moriarty dyker även upp som antagonist i The Valley of Fear (Fasans dal), som utspelas före The Final Problem men som publicerades efter. I denna berättelse försöker Sherlock stoppa Moriartys underlydande från att begå ett mord.
Detta är de enda gånger Moriarty direkt påverkar handlingen, även om han nämns i flera andra berättelser. Doktor Watson ser bara Moriarty en enda gång, och det är på avstånd.

## Moriarty i andra författares verk
Även andra författare har använt sig av professor Moriarty som figur i litterära verk, både som huvudperson och som bifigur. Mest kända är John Gardners båda romaner The Return of Moriarty (1974) och The Revenge of Moriarty (1975). Han förekommer även, liksom "Sherlock Holmes", i tidsreseavsnittet "Elementary, My Dear Turtle" i 1987 års tecknade TV-serie om Teenage Mutant Ninja Turtles. I Sherlock Hund är han en tekniskt begåvad man som begår brott med två medbrottslingar till hjälp. Moriarty är i denna version en antropomorf hund och bär vita kläder och en monokel. I "Elementary, My Dear Winston" det tredje avsnittet från 1989 års säsong av den tecknade TV-serien The Real Ghostbusters existerar Holmes, Watson och Moriarty i verkligheten eftersom så många människor tror att de är verkliga.
Moriarty är även med i filmen Sherlock Holmes från 2009, där hans ansikte aldrig syns. Han återvänder dock i uppföljaren Sherlock Holmes: A Game of Shadows, spelad av Jared Harris. Under den första filmens gång får Irene Adler, en av Holmes gamla bekanta, order från honom. I slutet av filmen avslöjar hon att mannen är professor James Moriarty. Senare ber polisen Holmes spåra Moriarty, som mördat en polisman under en stöld. Filmens version av Moriarty använder en finkalibrig Derringer, gömd i kavajärmen, som vapen.
Karaktären Moriarty förekommer även i TV-serien Star Trek: The Next Generation. I Star Trek är Moriarty en datorsimulation som får självmedvetande. Han är dock ej längre så intresserad av att begå kriminella handlingar utan mer intresserad av att bli erkänd som en individ. Moriarty har fått utökad intelligens och intellekt. Moriarty förekommer i två avsnitt i serien.